# Нуби
Нуби (также называемый ки-нуби; араб. العربية النوبية‎) — креольский язык на арабской основе, на котором говорят в Уганде около Бомбо, и в Кении около Киберы потомки суданских солдат Эмина-Паши, поселившихся в британской колониальной администрации. Носителей насчитывается примерно 15 000 человек в Уганде в 1991 (по переписи) и около 10 000 в Кении, другой источник указывает цифру около 50 000 носителей с 2001 года. 90 % лексики происходит из арабского, но грамматика была упрощена, равно как и звуковая система. Нуби имеет префикс, суффиксации и рецептуры процессов также присутствующие в арабском.
Хотя его имя буквально означает что-то нубийское, но это не имеет никакого отношения к нубийским языкам на юге Египта и севере Судана, его название происходит от неправильного использования термина «нуби». На самом деле, большинство солдат, носителей креола, изначально пришли из экваториальной части Южного Судана.

## Фонология

### Гласные
|          | Переднего | Заднего |
| -------- | --------- | ------- |
| Верхнего | i         | u       |
| Среднего | e         | o       |
| Нижнего  | a         | a       |

### Согласные
|                         |                         | Губно-губные | Губно-зубные | Зубные | Альвеолярные | Постальвеолярные или палатальные | Велярные | Языковые | Фарингальные | Глоттальные |
| ----------------------- | ----------------------- | ------------ | ------------ | ------ | ------------ | -------------------------------- | -------- | -------- | ------------ | ----------- |
| Взрывные и аффрикаты    | Глухие                  | p            |              |        | t            | tʃ                               | k        | (q)      |              |             |
| Взрывные и аффрикаты    | Звонкие                 | b            |              |        | d            | dʒ                               | ɡ        |          |              |             |
| Носовые                 | Носовые                 | m            |              |        | n            | ɲ                                |          |          |              |             |
| Фрикативные             | Глухие                  |              | f            | (θ)    | s            | ʃ                                | (x)      |          | (ħ)          | h           |
| Фрикативные             | Звонкие                 |              | v            | (ð)    | z            |                                  |          |          |              |             |
| Вибративные/Одноударные | Вибративные/Одноударные |              |              |        | r            |                                  |          |          |              |             |
| Боковые                 | Боковые                 |              |              |        | l            |                                  |          |          |              |             |
| Полусогласные           | Полусогласные           |              |              |        |              | j                                | w        |          |              |             |

В арабском языке звуки /q θ ð x ħ/ могут быть использованы в религиозном контексте, или образованы носителями арабского языка. В противном случае, они, как правило, заменяются согласными / k t d h h / соответственно.

## Образец текста
«'Ina 'kan 'g-agara, ba’kan lisa 'kan 'ana 'g-agara fu 'bombo 'sudanis, 'ina 'kan 'endi 'din te min 'subu, 'asede 'din te min 'subu 'de, 'ana 'agara 'owo, ke na 'kelem ja fu 'wik 'way je’de, 'ana 'g-agara 'wwo 'mara tinen, 'yom 'tan 'de.»
Следует обратить особое внимание на слово «wik», это слово заимствовано из английского (week — неделя).